# Raquel Ilonbé
Raquel Ilonbé, właściwie Raquel del Pozo Epita (zm. w listopadzie 1992) – pisarka i poetka z Gwinei Równikowej.
Wokół podstawowych danych dotyczących wczesnego okresu jej życia narosło sporo niejasności. Niektóre źródła podają, że urodziła się w 1938, inne, że w 1939, jeszcze inne podają datę 22 listopada 1931. Podobne nieścisłości pojawiają się w przypadku miejsca narodzin, jak też momentu jej przenosin do Hiszpanii. W pierwszym przypadku wymienia się wyspę Corisco, niemniej również Santa Isabel czy Batę. W drugim mówi się o wieku od kilku miesięcy do dwóch lat. Jej ojciec, Raimundo del Pozo, był hiszpańskim kolonem, matka natomiast, Esperanza Epita, pochodziła z Gwinei, z grupy etnicznej Ndowé. Raquel odebrała wykształcenie z zakresu muzyki i deklamacji w Real Conservatorio Superior de Música w Madrycie. Do kraju rodzinnego powróciła dopiero po latach. Częściowo znalazło to odzwierciedlenie w jej twórczości, pełnej tęsknoty za Afryką, poszukiwania korzeni i pytań o tożsamość. Jednocześnie, w przeciwieństwie do innych współczesnych sobie twórców gwinejskich, Ilonbé nie porusza tematu uchodźstwa, tak tego indywidualnego, jak i zbiorowego. Utrzymywała przyjazne kontakty z prezydentem Francisco Macíasem Nguemą, bez większych problemów oddawała się działalności kulturalnej w rządzonej przez niego Gwinei.
Debiutowała zbiorem poetyckim Ceiba, wydanym w 1978 w Madrycie. Powstający przeszło dekadę zbiór (od 1966) jest próbą syntezy elementów hiszpańskich i afrykańskich. Częściowo pisany już w Gwinei (w Bacie), jest jedną z nielicznych wydanych prac Ilonbé. Uznaje się go jednocześnie za pierwsze w historii literatury gwinejskiej dzieło opublikowane przez kobietę. W 1981 światło dzienne ujrzały jeszcze, również wydane w Madrycie, Leyendas guineanas, zbiór legend i opowieści zaczerpniętych z tradycji Fangów, Bubich i Ndowé. Książka ta uznawana jest za początek gwinejskiej literatury dziecięcej.
Interesowała się również baletem, malarstwem i muzyką. Wydała płyty Raquel (1968) oraz Quise saber de ti y Santiago (1972). Pozostawiła w manuskrypcie zbiory poetyckie Nerea, Ausencia, Amor oraz Olvido.
Poślubiła Luisa Royo Pinedę, doczekała się pięciorga dzieci. Jednym z jej synów był malarz Luis Royo del Pozo. Zmarła w Madrycie.
Była jedną z dwóch kobiet (obok Maríi Nsué Angüe), której prace zamieszczono we wpływowej Antología de la literatura guineana (1984). 
Zachował się tylko jeden wywiad z Ilonbé, jej śmierć natomiast przeszła właściwie bez echa, przynajmniej jeśli chodzi o media hiszpańskie. Także jej spuścizna literacka często jest pomijana w dyskusjach, przynajmniej jeśli chodzi o obieg medialny. Dopiero w 2011 Centro Cultural de España w Malabo ustanowiło nagrodę jej imienia. W 2015 pośmiertnie wydano zbiór wierszy Ilonbé Ceiba II, skompilowany z utworów powstałych między 1967 a 1990.